# 藤岡郵便局
藤岡郵便局（ふじおかゆうびんきょく）
- 群馬県藤岡市にある郵便局。本記事にて記述する。
- 栃木県栃木市にある郵便局。局番号は07026。
- 愛知県豊田市にある郵便局。局番号は21063。

藤岡郵便局（ふじおかゆうびんきょく）は群馬県藤岡市にある郵便局。民営化前の分類では集配普通郵便局であった。

## 概要
住所：〒375-8799 群馬県藤岡市藤岡50-3

## 沿革
- 1872年（明治5年） - 藤岡郵便取扱所として開設[1]。
- 1875年（明治8年）1月1日 - 藤岡郵便局（五等）となる。
- 1879年（明治12年）9月 - 為替取扱を開始。
- 1880年（明治13年）5月 - 貯金取扱を開始。
- 1894年（明治27年）3月1日 - 藤岡郵便電信局となる。
- 1903年（明治36年）4月1日 - 通信官署官制の施行に伴い藤岡郵便局となる。
- 1949年（昭和24年）5月16日 - 特定郵便局から普通郵便局に局種別改定[2]。
- 1956年（昭和31年）11月1日 - 電話通話および和文電報受付事務の取扱を開始。
- 1990年（平成2年）9月25日 - 金井郵便局から集配業務を移管。
- 1998年（平成10年）9月1日 - 外国通貨の両替および旅行小切手の売買に関する業務取扱を開始。
- 2007年（平成19年）10月1日 - 民営化に伴い、併設された郵便事業藤岡支店に一部業務を移管。
- 2012年（平成24年）10月1日 - 日本郵便株式会社発足に伴い、郵便事業藤岡支店を藤岡郵便局に統合。
- 2017年（平成29年）8月7日 - 鬼石郵便局から集配業務を移管。

## 取扱内容
- 郵便、印紙、ゆうパック、内容証明
- 貯金、為替、振替、振込、国際送金、国債、投資信託
- 生命保険、バイク自賠責保険、自動車保険
- ゆうちょ銀行ATM
- 「375-00xx」「370-14xx」区域（藤岡市の全域）の集配業務
- ゆうゆう窓口

## 風景印
- 図柄は地元出身（他の説も有り）の和算家、関孝和を称えた『算聖碑』・特産品の『瓦』・『三名湖』
- 使用開始日は1954年（昭和29年）4月1日

## 周辺
- 藤岡市立図書館
- 藤岡市民ホール
- ドン・キホーテUNY藤岡店
- 国道254号

## アクセス
- JR八高線 群馬藤岡駅から徒歩約10分
- 日本中央バス 藤岡郵便局・ピアゴ藤岡店前停留所下車
- 上信越自動車道 藤岡ICから南へ約3km
- 駐車場あり：16台